# GUY (石井竜也のアルバム)
『GUY』（ガイ）は、2000年3月29日に発売された石井竜也3枚目のスタジオ・アルバム。

## 解説
テーマは『アジアンディスコ』。前作『DEEP』同様、ダンス系ライブの定番曲が多く収録。
ジャケット裏には鏡文字で『薔華野郎』(ばかやろう)と大きく書かれている。

## 収録曲
- 全作詞・作曲：石井竜也
- 編曲：柿崎洋一郎（特記以外）

1. LIBIDO
7thシングル・3曲目のフルヴァージョン。
2. KAMA KAMA
「オカマ」を題材にした曲。
3. GOLDEN FISH & SILVER FOX
7thシングル。
4. SCENARIO
5. TIME
6. 反省2000
メインボーカルにボイスチェンジャーを使用した曲。
7. 我意
歌詞にひらがなが一切ない。
8. DAMAGE
9. HIP SHAKE!!
ベスト・アルバム『石 〜Best of Best〜』にも収録。
10. WAVE
11. ENCORE
12. 熱愛
13. GUY "Oriental Remix" Edit
（編曲：SADOI 3200）
7曲目『我意』のリミックス・ヴァージョン。